# Gunther Building (Broome Street)
El Gunther Building es un edificio histórico en 469 Broome Street en la esquina de la calle Greene en el barrio SoHo de Manhattan, Nueva York (Estados Unidos).

## Descripción e historia
El edificio fue diseñado por Griffith Thomas en 1871 y se completó en 1871 o 1872. Tiene el estilo de la arquitectura en hierro de su época, que es común en la zona, pero se distingue de sus vecinos por su fachada blanca brillante, sus columnas corintias ricamente decoradas y su esquina de vidrio curvo. Construido para William Gunther, un destacado peletero del siglo XIX, el edificio se utilizó originalmente como almacén de textiles y pieles. Hoy en día se utiliza como cooperativa principalmente por artistas y arquitectos. Lenny Kravitz fue una vez residente.
El edificio figura como contribuyente al distrito histórico SoHo-Cast Iron y se agregó al Registro Nacional de Lugares Históricos en 1978.
En 2001, Beyhan Karahan and Associates completó un proyecto de cinco años para restaurar la fachada del edificio. La empresa también restauró la acera y los escalones de vidrio bala. Al año siguiente, la restauración de la empresa recibió el Premio a la Excelencia en Preservación Histórica de la Liga de Preservación de Nueva York.